# Симанович, Александр Михайлович
Алекса́ндр Миха́йлович Симано́вич (1918 — сентябрь 1941, Лужский оборонительный рубеж, Ленинградская область) — советский футболист, вратарь.

## Биография
В первенстве СССР выступал за ленинградский «Спартак». В 1938 году сыграл два матча в группе «А» — 18 мая отыграл полный гостевой матч против «Динамо» Киев (0:7), 26 мая вышел на замену в матче ЦДКА — «Спартак» (1:0). В 1939 году провёл два матча в группе «Б», в 1941 году сыграл 4 матча в аннулированном впоследствии чемпионате.
Погиб в 1941 году во время Великой Отечественной войны на Лужском рубеже.